# بيلي كوان
بيلي كوان (بالإنجليزية: Billy Cowan)‏ (9 أغسطس 1896 بإدنبرة في المملكة المتحدة - ) هو لاعب كرة قدم بريطاني (وحمل سابقاً جنسية المملكة المتحدة لبريطانيا العظمى وأيرلندا) في مركز الهجوم. شارك مع منتخب اسكتلندا لكرة القدم. أما مع النوادي، فقد لعب مع إبسفليت يونايتد ومانشستر سيتي ونادي دندي ونادي سانت ميرين ونادي هارتلبول يونايتد ونيوكاسل يونايتد ونادي باث سيتي ونادي  شيلدز الشمالية ‏ وPeebles Rovers F.C. ‏ ودارلينجتون إف سى.

## وصلات خارجية
- بيلي كوان على موقع قاعدة بيانات كرة القدم.إي يو (الإنجليزية)
- بيلي كوان على موقع ناشيونال فوتبول تيمز (الإنجليزية)